# Jane Bogaert
Jane Bogaert (* 5. August 1967 in Solothurn) ist eine Schweizer Sängerin, Tänzerin, Komponistin und Model. Sie trat für die Schweiz beim Eurovision Song Contest 2000 in Stockholm an, wo sie mit der Popballade La vita cos’è auf dem 20. Platz landete.

## Leben und Wirken

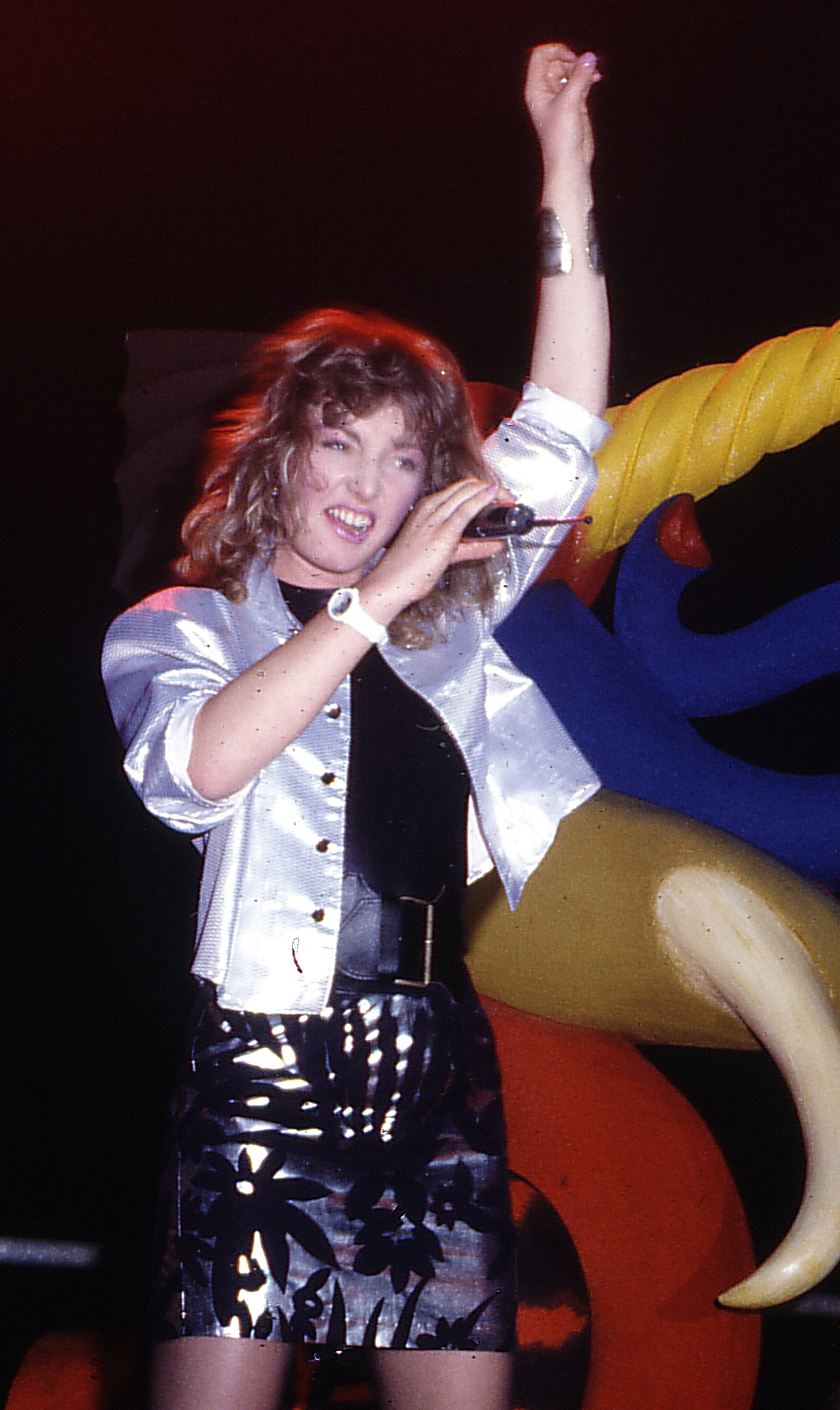
Jane Bogaert bei einem Disco-Auftritt (1987)

2010 veröffentlichte Bogaert ihr erstes Soloalbum Fifth Dimension, das von Robert Papst in Bayern produziert wurde. Sie wurde auf diesem Album von namhaften Künstlern wie John „Rhino“ Edwards, Bass (Status Quo), Bob Riney, Bass, Matt Beck, Keys (Rod Stewart) und Charlie Morgan, Schlagzeug (u. a. bei Elton John und Tina Turner) und Robert Papst, Gitarre, Keys (Dominoe) begleitet. Jeff Scott Soto und Joe Lynn Turner sind als Gastsänger auf diesem Album zu hören. Kurz nach dem Erscheinen dieses Albums im Oktober 2010 kam ihr zweites Kind zur Welt.
Bogaert arbeitete unter anderem mit Lionel Richie, Eros Ramazzotti, Al Bano (Eurovision Song Contest 2000), Udo Lindenberg, Joe Lynn Turner und DJ BoBo zusammen.
In dem 2020 veröffentlichten Musicalfilm Jingle Jangle Journey: Abenteuerliche Weihnachten! übernahm sie die Gesangsrolle von Lisa Davina Phillip.

## Diskografie
Alben
- 2010: 5th Dimension

Singles
- 1989: Children of Love
- 2000: La vita cos’è